# Paphnutius costimaculus
Paphnutius costimaculus är en insektsart som beskrevs av Metcalf och James Heathman Horton 1934. Paphnutius costimaculus ingår i släktet Paphnutius och familjen spottstritar. Inga underarter finns listade i Catalogue of Life.